# 2С1 Гвоздика
2С1 Гвоздика је самоходна хаубица совјетске производње присутна у наоружању земаља некадашњег Варшавског блока и извесног броја армија које су припадале или припадају покрету несврстаних. Развој је започео 1967. године, а серијска производња 1971. године.

## Карактеристике
2С1 Гвоздика је намењен за уништавање и неутралисање живе силе ван заклона и у заклону пољског типа, непријатељских ватрених средстава, артиљеријских и мото-техничких система наоружања и војне опреме непријатеља. Намењен је и за рушење отпорних тачака, жичаних и других препрека, као и прављење прилаза у минским пољима. Посаду чине четири члана, а наоружање хаубица 2А31 (Д-32), калибра 122 mm, са борбеним комплетом од 35 тренутно-фугасних и пет метака са кумулативним зрном.
Остале карактеристике:
- Максимални домет: 15.200
- Брзина гађања: 4–6 метка у минути при непосредном гађању, односно 1–2 метка у минути при посредном гађању
- Почетна брзина тренутно-фугасног зрна: 686
- Вертикално поље дејства: од -3 до +70
- Хоризонтално поље дејства: 360
- Дужина цеви: 35,5 калибара
- Погонска група: Дизел-мотор ЈАМЗ-238В, снаге 176
- Максимална брзина на путу: 60
- Максимална брзина пловљења: 4,5
- Радијус кретања на путу са тврдом подлогом: 500
- Максимални успон: 77%
- Максимални бочни нагиб: 55%
- Ширина рова: 2,75
- Висина вертикалне препреке: 0,7
- Максимална ширина водене препреке: до 300
- Дужина тела: 7.260–7.265
- Висина: 2.725
- Ширина тела: 2.850
- Клиренс: 400 mm[1]

## Корисници
- Алжир - 145
- Азербејџан - 15
- Босна и Херцеговина - 5
- Бугарска - 200
- Хрватска - 9
- Финска - 72
- Грузија - 85
- Мађарска - 153
- Казахстан - 10
- Пољска - 533
- Румунија - 48
- Русија - 1.725
- Србија - 72
- Словенија - 8
- Словачка - 49
- Сирија - 400
- Украјина - 638[2]
- Уругвај - 12
- Зимбабве - 12

### Војска Србије
Свака од четири бригаде КоВ у Војсци Србије има у свом саставу дивизион са три батерије самоходних хаубица, калибра 122 mm 2С1 гвоздика, произведених у бившем СССР-у. На 2С1 интегрисани су елементи, односно мотор и трансмисија врло поуздане шасије оклопног транспортера МТ-ЛБ, са обртном куполом у којој се налази оруђе 2А31. Ово оруђе је настало модификацијом вучне хаубице Д-30. У саставу хаубичких дивизиона Војске Србије користе се командна возила израђена на шасији МТ-ЛБ.
Током 2020. године Војска Србије представила је модернизовану гвоздику.
Модернизована Гвоздика поседује ДУБС (12,7 мм), повећан домет за 38%, нови модерни систем за управљање ватром, брзина гађања повећана је за 4 пута и још дуго ће остати у служби ВС.
Трошкови модернизације били су релативно мали, а учинак је одличан.